# Hadji Muhtamad
Hadji Muhtamad é um município de  - na província Basilan, nas Filipinas. De acordo com o censo de 1 de maio  de  2020 possui uma população de 26 867 pessoas e 4 261 domicílios.